# 호리키리 신호장
호리키리 신호장(일본어: 堀切信号場, ほりきりしんごうじょう)은 일본 효고현 니시노미야시에 있는 한신 전기철도 본선의 신호장이다.

## 개요
고로엔 역과 우치데 역 사이에 위치한다. 이 신호장을 경계로, 오사카 방면은 고가선, 고베 방면은 지상선이다.
한신 본선에는 원래 이마즈역에 보선이, 후쿠시마 역에 궤도 검측차의 기지가 놓였지만 각각 연속 입체교차 사업으로 이마즈 역은 고가화, 후쿠시마 역은 지하화되고 모든 기지를 병설하지 못하면서 이들 기지를 통합하여 호리키리 보선기지가 설치되었다. 본 신호장은 이 기지와 본선을 맺기 위한 것으로 보선용 및 공사용 기기가 출입한다. 또한, 호리키리 보선기지는 고가 구조이며, 주위는 높은 외벽이 둘러싸고 있어, 샛길 등으로부터 내부 모습을 엿볼 수 없다.
2014년 9월 11일 오전 2시경, 본 신호장 내의 분기기 상에서 레일 운반차가 탈선하여 약 4시간 만에 복구되었으나 운행으로 인하여 대폭적인 혼란이 발생하였다. 사고 이후, 신호장 내 승월 분기기 중 본선 레일에 덮인 부분에 황록색의 도장이 이루어졌다.

## 역 구조
하행선에서 호리키리 보선기지 출입선이 분기하고 상하행선 간의 건늠선도 있다.
또한, 본 신호장의 출입선과 건늠선을 사용하는 것은 심야의 보선 작업에 종사하는 기기군 뿐으로, 주간 영업 열차에 대한 영향을 가급적 피하기 때문에 분기기는 모두 승월 분기기이다.

## 인접역
| 한신 전기철도 ■ 본선     | 한신 전기철도 ■ 본선 | 한신 전기철도 ■ 본선       |
| ------------------------ | -------------------- | -------------------------- |
| HS 18 고로엔 우메다 방면 |                      | 우치데 HS 19 신카이치 방면 |